# Sara Malakul Lane
Sara Malakul Lane (th: ซาร่า มาลากุล เลน; Guam, 1º febbraio 1982) è un'attrice e modella statunitense con cittadinanza thailandese e britannica.

## Biografia
Sara Malakul Lane è nata a Guam come Sara Ann Lane da padre scozzese, Alastair Lane, e madre thailandese, Tuptim Malakul Na Ayuthaya. La madre è un membro della dinastia Chakri in quanto nipote di Chaophraya Thammathikarnathibdee (nato Mom Rajawongse Pum Malakul), ministro del palazzo durante i regni di Chulalongkorn e Vajiravudh.
Sara trascorse la sua infanzia in Inghilterra. Spostatasi in Thailandia, all'età di 14 anni cominciò a lavorare come modella e in seguito recitò in alcune serie televisive. Venne scelta per interpretare la parte della co-protagonista nel film americano Belly of the Beast, girato a Bangkok nel 2003. In seguito si trasferì negli Stati Uniti e prese parte a vari film da cassetta, come Sharktopus nel 2010.
Ha posato per le copertine di varie riviste, specialmente in Thailandia, come l'edizione locale di FHM nel 2010 e nel 2013 e quella di Playboy nel 2014.
Alla fine del 2014 è stata scelta per interpretare la protagonista femminile nel film Kickboxer - La vendetta del guerriero, al fianco di Alain Moussi e Jean-Claude Van Damme, ruolo che ha ripreso poco tempo dopo nel sequel Kickboxer: Retaliation.

## Vita privata
Ha avuto una relazione con il cantante Chulachak Chakrabongse, con l'attore Phataraphon Silapajaan (noto come Paul), e con l'imprenditore Petch Itthi Chawalitthamrong. Negli Stati Uniti è stata fidanzata con il regista Jared Cohn, con il quale ha lavorato in numerose occasioni.
Nel 2020 ha sposato l'imprenditore australiano Patrick Grove. Ha partorito quattro figli in tre anni.

## Filmografia

### Cinema
- Belly of the Beast, regia di Siu-Tung Ching (2003)
- Nature Unleashed: Volcano, regia di Mark Roper (2004)
- Phayak Rai Sai Na (พยัคฆ์ร้ายส่ายหน้า), regia di Rerkchai Paungpetch (2005)
- Phro Rak Khrapphom (เพราะรักครับผม), regia di Thanapon Thanangkul (2005)
- Tied in Knots, regia di Dain F. Turner (2008)
- The Wayshower, regia di Jsu Garcia e John-Roger (2011)
- Baby, We'll Be Fine, regia di Vin Vescio - cortometraggio (2011)
- 12/12/12, regia di Jared Cohn (2012)
- 100 gradi sotto zero (100 Degrees Below Zero), regia di R.D. Braunstein (2013)
- Jailbait, regia di Jared Cohn (2014)
- Pretty Perfect, regia di York Alec Shackleton (2014)
- Pernicious, regia di James Cullen Bressack (2014)
- Jurassic City, regia di Sean Cain (2015)
- Sun Choke, regia di Ben Cresciman (2015)
- Shark Lake, regia di Jerry Dugan (2015)
- Manuale scout per l'apocalisse zombie (Scouts Guide to the Zombie Apocalypse), regia di Christopher B. Landon - non accreditata (2015)
- Buddy Hutchins, regia di Jared Cohn (2015)
- Wishing for a Dream, regia di Jared Cohn (2016)
- Beyond the Gates, regia di Jackson Stewart (2016)
- Shortwave, regia di Ryan Gregory Phillips (2016)
- Kickboxer - La vendetta del guerriero (Kickboxer: Vengeance), regia di John Stockwell (2016)
- Who's Watching Oliver, regia di Richie Moore (2017)
- King Arthur and the Knights of the Round Table, regia di Jared Cohn (2017)
- Death Pool, regia di Jared Cohn (2017)
- The Domicile, regia di Jared Cohn (2017)
- Halloween Pussy Trap Kill! Kill!, regia di Jared Cohn (2017)
- Kickboxer: Retaliation, regia di Dimitri Logothetis (2018)
- Shangri-La: Near Extinction, regia di Nick Wauters (2018)
- Disposition, regia di Eric Thirteen - cortometraggio (2018)
- All About the Afterglow, regia di Jonny Walls (2018)
- Captured, regia di Ross W. Clarkson (2020)

### Televisione
- Hua Jai Song Park (หัวใจสองภาค) - miniserie TV (2000)
- Hua Jai Yang Yahk Mee Rak (หัวใจยังอยากมีรัก) - miniserie TV (2000)
- Susan Khon Pen (สุสานคนเป็น) - miniserie TV (2002)
- Nai Fun (ในฝัน) - miniserie TV (2006)
- Sharktopus, regia di Declan O'Brien - film TV (2010)
- Cowboys vs Dinosaurs, regia di Ari Novak - film TV (2015)

## Doppiatrici italiane
Nelle versioni in italiano nelle opere in cui ha recitato, Sara Malakul Lane è stata doppiata da:
- Valentina Perrella in 100 gradi sotto zero
- Valentina Stredini in Kickboxer: Retaliation